# Frutos (derecho)
Fruto es todo producto o utilidad que constituye el rendimiento, acrecentamiento, emolumento, multiplicación o rendimiento de la cosa conforme a su sentido económico.
Todos los frutos pertenecen al propietario. Los frutos son cosas accesorias,  ya que están subordinadas a una cosa principal: la naranja  al naranjo, el ternero a la vaca. 
Los frutos pueden ser:
1. naturales: son las producciones espontáneas de la tierra, las crías y demás productos de los animales.
2. Industriales: los que producen los predios de cualquier especie a beneficio del cultivo o del trabajo.
3. Civiles: el alquiler de los edificios, el precio del arrendamiento de tierras y el importe de las rentas perpetuas, u otras análogas.
4. Comerciales: los que se producen al vender la cosa.